# Tour de France 2020/13. Etappe
Die 13. Etappe der Tour de France 2020 fand am 11. September 2020 statt. Die 191,5 Kilometer lange Bergetappe startete in Châtel-Guyon und endete auf dem Puy Mary, dem zweithöchsten Gipfel der Monts du Cantal im Zentralmassiv.  Die Fahrer absolvierten insgesamt 4459 Höhenmeter auf dieser Etappe der Rundfahrt.
Etappensieger wurde Daniel Martínez (EF Pro Cycling) mit 4 Sekunden Vorsprung vor Lennard Kämna und 51 Sekunden vor Maximilian Schachmann (beide Bora-hansgrohe). Nach umkämpften Etappenstart konnte sich kurz vor dem Anstieg zum Col de Ceyssat (1. Kategorie, km 36, Erster Simon Geschke, CCC Team) eine Fluchtgruppe bilden, zu der weitere Gruppen im Anstieg zum Col de Guéry (3. Kategorie, km 63,5) aufschlossen, so dass eine 17-köpfige Gruppe auch die weiteren Bergwertungen und den Zwischensprint in Lanobre (Erster Julian Alaphilippe, Deceuninck-Quick-Step) unter sich ausmachten. Im Anstieg zum Côte de Anglards-de-Salers (3. Kategorie, km 157) attackierte Neilson Powless (EF Pro Cycling), zu dem Schachmann in der Abfahrt aufschloss. 18 Kilometer vor dem Ziel konnte Powless Schachmann nicht mehr folgen. Im Anstieg zum Col de Néronne (2. Kategorie, km 180,5) attackierte bei den Verfolgern Martinez, der mit Kämna am Hinterrad Schachmann 1,3 Kilometer vor dem Ziel einholte und Kämna im Sprint schlug. Aus dem Restfeld heraus distanzierten der Gesamtführende Primož Roglič (Jumbo-Visma) zusammen mit Tadej Pogačar (UAE Team Emirates) als 12. und 13. mit 6:05 Rückstand die übrigen Favoriten, darunter den Vorjahressieger Egan Bernal (Ineos Grenadiers), der als 18. weitere 38 Sekunden Rückstand hatte. In der Mannschaftswertung übernahm EF Pro Cycling den ersten Rang. Die Führungstrikots blieben bei ihren bisherigen Inhabern. Schachmann wurde mit der Roten Rückennummer ausgezeichnet.

## Zeitbonifikationen
| Zeitbonus am Col de Néronne nach 180,5 km auf 1242 m Höhe | Zeitbonus am Col de Néronne nach 180,5 km auf 1242 m Höhe |
| Fahrer                                                    | Zeitbonus                                                 |
| --------------------------------------------------------- | --------------------------------------------------------- |
| 1. Maximilian Schachmann (BOH)                            | 8 Sekunden                                                |
| 2. Daniel Felipe Martínez (EF1)                           | 5 Sekunden                                                |
| 3. Lennard Kämna (BOH)                                    | 2 Sekunden                                                |

| Zeitbonus am Etappenziel in Puy de Mary am (Pas de Peyrol) nach 191,5 km auf 1583 m Höhe | Zeitbonus am Etappenziel in Puy de Mary am (Pas de Peyrol) nach 191,5 km auf 1583 m Höhe |
| Fahrer                                                                                   | Zeitbonus                                                                                |
| ---------------------------------------------------------------------------------------- | ---------------------------------------------------------------------------------------- |
| 1. Daniel Felipe Martínez (EF1)                                                          | 10 Sekunden                                                                              |
| 2. Lennard Kämna (BOH)                                                                   | 6 Sekunden                                                                               |
| 3. Maximilian Schachmann (BOH)                                                           | 4 Sekunden                                                                               |

## Punktewertung
| Zwischensprint in Lanobre nach 111 km auf 648 m |                        |                          |         |
| 1.                                              | Frankreich             | Julian Alaphilippe (DQT) | 20 Pkt. |
| 2.                                              | Deutschland            | Simon Geschke (CCC)      | 17 Pkt. |
| 3.                                              | Frankreich             | Nicolas Edet (COF)       | 15 Pkt. |
| 4.                                              | Spanien                | Marc Soler (MOV)         | 13 Pkt. |
| 5.                                              | Vereinigte Staaten     | Neilson Powless (EF1)    | 11 Pkt. |
| 6.                                              | Deutschland            | Lennard Kämna (BOH)      | 10 Pkt. |
| 7.                                              | Frankreich             | Romain Sicard (TDE)      | 9 Pkt.  |
| 8.                                              | Kolumbien              | Daniel Martínez (EF1)    | 8 Pkt.  |
| 9.                                              | Spanien                | David de la Cruz (UAD)   | 7 Pkt.  |
| 10.                                             | Vereinigtes Konigreich | Hugh Carthy (EF1)        | 6 Pkt.  |
| 11.                                             | Irland                 | Daniel Martin (ISN)      | 5 Pkt.  |
| 12.                                             | Frankreich             | Valentin Madouas (GFC)   | 4 Pkt.  |
| 13.                                             | Frankreich             | Warren Barguil (ARK)     | 3 Pkt.  |
| 14.                                             | Russland               | Pawel Siwakow (INS)      | 2 Pkt.  |
| 15.                                             | Frankreich             | Rémi Cavagna (DQT)       | 1 Pkt.  |

| Etappenziel in Puy Mary nach 191,5 km auf 1583 m |                        |                              |         |
| 1.                                               | Spanien                | Daniel Felipe Martínez (EF1) | 20 Pkt. |
| 2.                                               | Deutschland            | Lennard Kämna (BOH)          | 17 Pkt. |
| 3.                                               | Deutschland            | Maximilian Schachmann (BOH)  | 15 Pkt. |
| 4.                                               | Frankreich             | Valentin Madouas (GFC)       | 13 Pkt. |
| 5.                                               | Frankreich             | Pierre Rolland (BVC)         | 11 Pkt. |
| 6.                                               | Frankreich             | Nicolas Edet (COF)           | 10 Pkt. |
| 7.                                               | Deutschland            | Simon Geschke (CCC)          | 9 Pkt.  |
| 8.                                               | Spanien                | Marc Soler (MOV)             | 8 Pkt.  |
| 9.                                               | Vereinigtes Konigreich | Hugh Carthy (EF1)            | 7 Pkt.  |
| 10.                                              | Spanien                | David de la Cruz (UAD)       | 6 Pkt.  |
| 11.                                              | Irland                 | Daniel Martin (ISN)          | 5 Pkt.  |
| 12.                                              | Slowenien              | Primož Roglič (TJV)          | 4 Pkt.  |
| 13.                                              | Slowenien              | Tadej Pogačar (UAD)          | 3 Pkt.  |
| 14.                                              | Australien             | Richie Porte (TFS)           | 2 Pkt.  |
| 15.                                              | Spanien                | Mikel Landa (TBM)            | 1 Pkt.  |

## Bergwertungen
| Col de Ceyssat Kategorie 1 nach 36,0 km auf 1078 m 10,2 km bei 6,1 % |                        |                          |         |
| 1.                                                                   | Deutschland            | Simon Geschke (CCC)      | 10 Pkt. |
| 2.                                                                   | Irland                 | Daniel Martin (ISN)      | 8 Pkt.  |
| 3.                                                                   | Spanien                | Marc Soler (MOV)         | 6 Pkt.  |
| 4.                                                                   | Frankreich             | Julian Alaphilippe (DQT) | 4 Pkt.  |
| 5.                                                                   | Frankreich             | Rémi Cavagna (DQT)       | 2 Pkt.  |
| 6.                                                                   | Vereinigtes Konigreich | Hugh Carthy (EF1)        | 1 Pkt.  |

| Col de Guéry Kategorie 3 nach 63,5 km auf 1277 m 7,8 km bei 5,0 % |            |                      |        |
| 1.                                                                | Frankreich | Pierre Rolland (BVC) | 2 Pkt. |
| 2.                                                                | Frankreich | Warren Barguil (ARK) | 1 Pkt. |

| Montée de la Stèle Kategorie 2 nach 85,5 km auf 1250 m 6,8 km bei 5,7 % |            |                        |        |
| 1.                                                                      | Frankreich | Valentin Madouas (GFC) | 5 Pkt. |
| 2.                                                                      | Spanien    | David de la Cruz (UAD) | 3 Pkt. |
| 3.                                                                      | Frankreich | Pierre Rolland (BVC)   | 2 Pkt. |
| 4.                                                                      | Irland     | Daniel Martin (ISN)    | 1 Pkt. |

| Côte de l’Estiade Kategorie 3 nach 130,5 km auf 769 m 3,7 km bei 6,9 % |            |                        |        |
| 1.                                                                     | Frankreich | Pierre Rolland (BVC)   | 2 Pkt. |
| 2.                                                                     | Frankreich | Valentin Madouas (GFC) | 1 Pkt. |

| Côte de Anglards-de-Salers Kategorie 3 nach 157,0 km auf 803 m 3,5 km bei 6,9 % |                    |                             |        |
| 1.                                                                              | Vereinigte Staaten | Neilson Powless (EF1)       | 2 Pkt. |
| 2.                                                                              | Deutschland        | Maximilian Schachmann (BOH) | 1 Pkt. |

| Col de Néronne Kategorie 2 nach 180,5 km auf 1242 m 3,8 km bei 9,1 % |             |                             |        |
| 1.                                                                   | Deutschland | Maximilian Schachmann (BOH) | 5 Pkt. |
| 2.                                                                   | Spanien     | Daniel Martínez (EF1)       | 3 Pkt. |
| 3.                                                                   | Deutschland | Lennard Kämna (BOH)         | 2 Pkt. |
| 4.                                                                   | Spanien     | Marc Soler (MOV)            | 1 Pkt. |

| Pas de Peyrol Kategorie 1 nach 191,5 km auf 1589 m 5,4 km bei 8,1 % |             |                             |         |
| 1.                                                                  | Spanien     | Daniel Martínez (EF1)       | 10 Pkt. |
| 2.                                                                  | Deutschland | Lennard Kämna (BOH)         | 8 Pkt.  |
| 3.                                                                  | Deutschland | Maximilian Schachmann (BOH) | 6 Pkt.  |
| 4.                                                                  | Frankreich  | Valentin Madouas (GFC)      | 4 Pkt.  |
| 5.                                                                  | Frankreich  | Pierre Rolland (BFC)        | 2 Pkt.  |
| 6.                                                                  | Frankreich  | Nicolas Edet (COF)          | 1 Pkt.  |

## Ausgeschiedene Fahrer
- Bauke Mollema (TFS): DNF